# Amman
Ne doit pas être confondu avec Amman (déesse) ou Amman (titre).
Pour les articles homonymes, voir Amman (homonymie).
Amman (en arabe : عمان, ʿammān, [ʕamːaːn]) est la capitale de la Jordanie depuis 1921.
À l'époque romaine, elle est appelée Philadelphia et apparaît dans la Bible sous le nom de Rabbath Ammon. Elle est d'ailleurs l'une des plus vieilles villes du monde à être toujours habitée. Avec plus de 4 millions d'habitants en 2016, elle est la plus grande ville de Jordanie, constituant le centre administratif et économique du pays[réf. nécessaire].

## Géographie

### Situation
Amman se trouve dans une zone vallonnée au Nord-Ouest de la Jordanie. La ville était à l'origine bâtie sur sept collines (ce qui lui a valu le surnom de Rome du Moyen-Orient), mais elle s'étend maintenant sur 19 collines (chacune connue sous le nom « jabal » ou montagne). Les principaux quartiers d'Amman tirent leur nom des collines sur les pentes desquelles ils s'adossent.
La capitale abrite encore des camps de Palestiniens, créés en 1948 et 1967 en conséquence du Conflit israélo-arabe.

### Districts
La municipalité du Grand Amman est constituée de 22 districts :
| Numéro | Nom             | Carte                        |
| ------ | --------------- | ---------------------------- |
| 1      | Marka           | Carte des districts d'Amman. |
| 2      | Al-Madina       | Carte des districts d'Amman. |
| 3      | Basman          | Carte des districts d'Amman. |
| 4      | Al-Naser        | Carte des districts d'Amman. |
| 5      | Al-Yarmouk      | Carte des districts d'Amman. |
| 6      | Ras Al-Ain      | Carte des districts d'Amman. |
| 7      | Badr            | Carte des districts d'Amman. |
| 8      | Zahran          | Carte des districts d'Amman. |
| 9      | Al-Abdali       | Carte des districts d'Amman. |
| 10     | Tariq           | Carte des districts d'Amman. |
| 11     | Al-Qweismeh     | Carte des districts d'Amman. |
| 12     | Kherbet Al-Souq | Carte des districts d'Amman. |
| 13     | Al-Moqablen     | Carte des districts d'Amman. |
| 14     | Wadi Al-Sir     | Carte des districts d'Amman. |
| 15     | Badr Al-Jadida  | Carte des districts d'Amman. |
| 16     | Swaileh         | Carte des districts d'Amman. |
| 17     | Tla' Al-Ali     | Carte des districts d'Amman. |
| 18     | Al-Jubeiha      | Carte des districts d'Amman. |
| 19     | Shafa Badran    | Carte des districts d'Amman. |
| 20     | Abu Nsair       | Carte des districts d'Amman. |
| 21     | Ohod            | Carte des districts d'Amman. |
| 22     | Marj Al-Hamam   | Carte des districts d'Amman. |

## Démographie
Depuis 1879, l'évolution démographique de Amman a été :
| 1879 | 1906  | 1930   | 1940   | 1952    | 1979    |
| ---- | ----- | ------ | ------ | ------- | ------- |
| 500  | 5 000 | 10 000 | 20 000 | 108 000 | 848 587 |

| 1999      | 2004      | 2010      | 2015      | - | - |
| --------- | --------- | --------- | --------- | - | - |
| 1 864 500 | 2 315 600 | 2 842 629 | 4 007 526 | - | - |

| Histogramme de l'évolution démographique de Amman |
|                                                   |

## Histoire

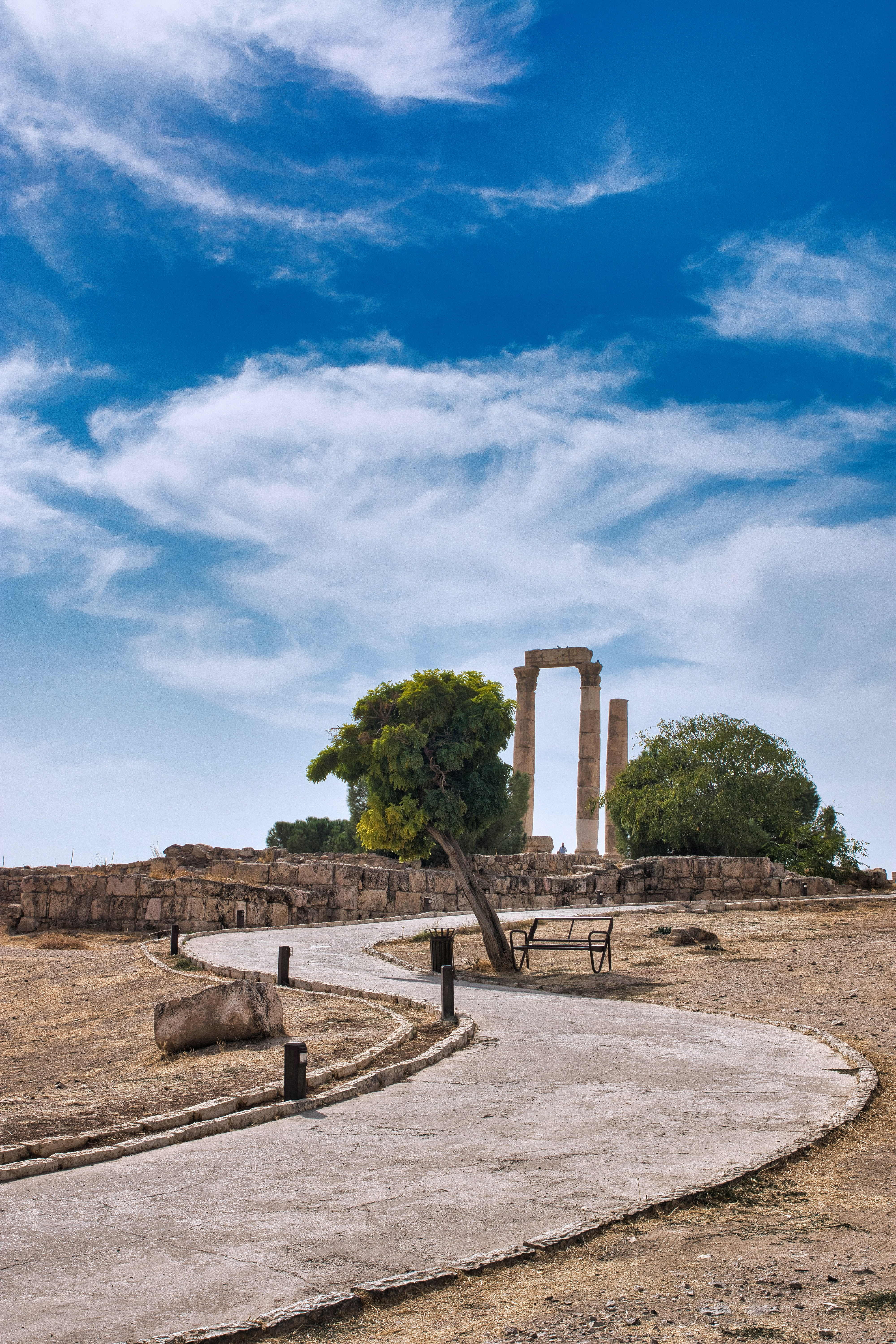
Colonnes romaines du temple d'Hercule à la citadelle d'Amman.

À travers l'histoire, Amman a abrité plusieurs civilisations.
Au XIIIe siècle av. J.-C., Amman avait pour nom Rabbath Ammon et était la capitale des Ammonites. Elle est ensuite envahie par les Assyriens, suivis par les Perses puis les Grecs. Ptolémée II Philadelphe, le dirigeant lagide d'Égypte, la renomme Philadelphia. La ville fait partie du royaume nabatéen jusqu'en 106 apr. J.-C., où Philadelphia passe sous la domination de l'Empire romain.

Restitutions 3D de bâtiments romains de Philadelphia
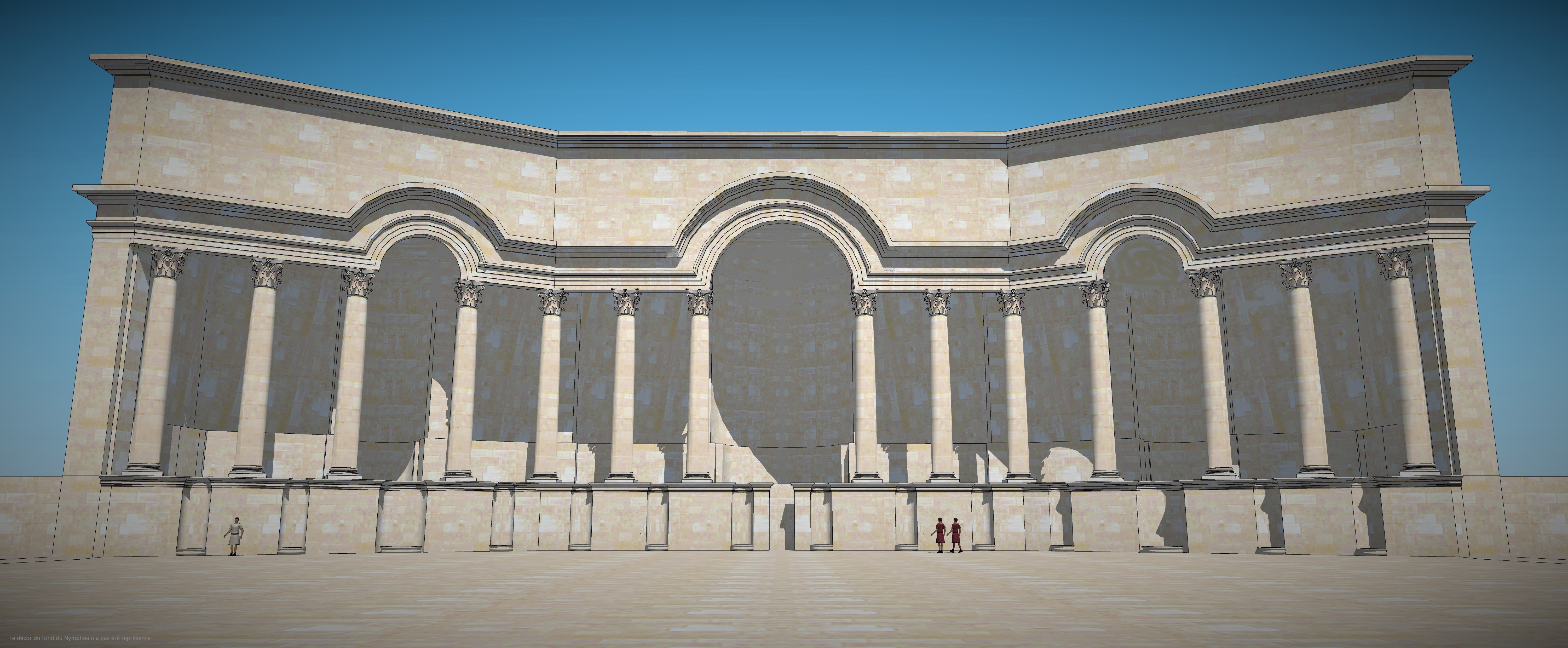
Nymphée
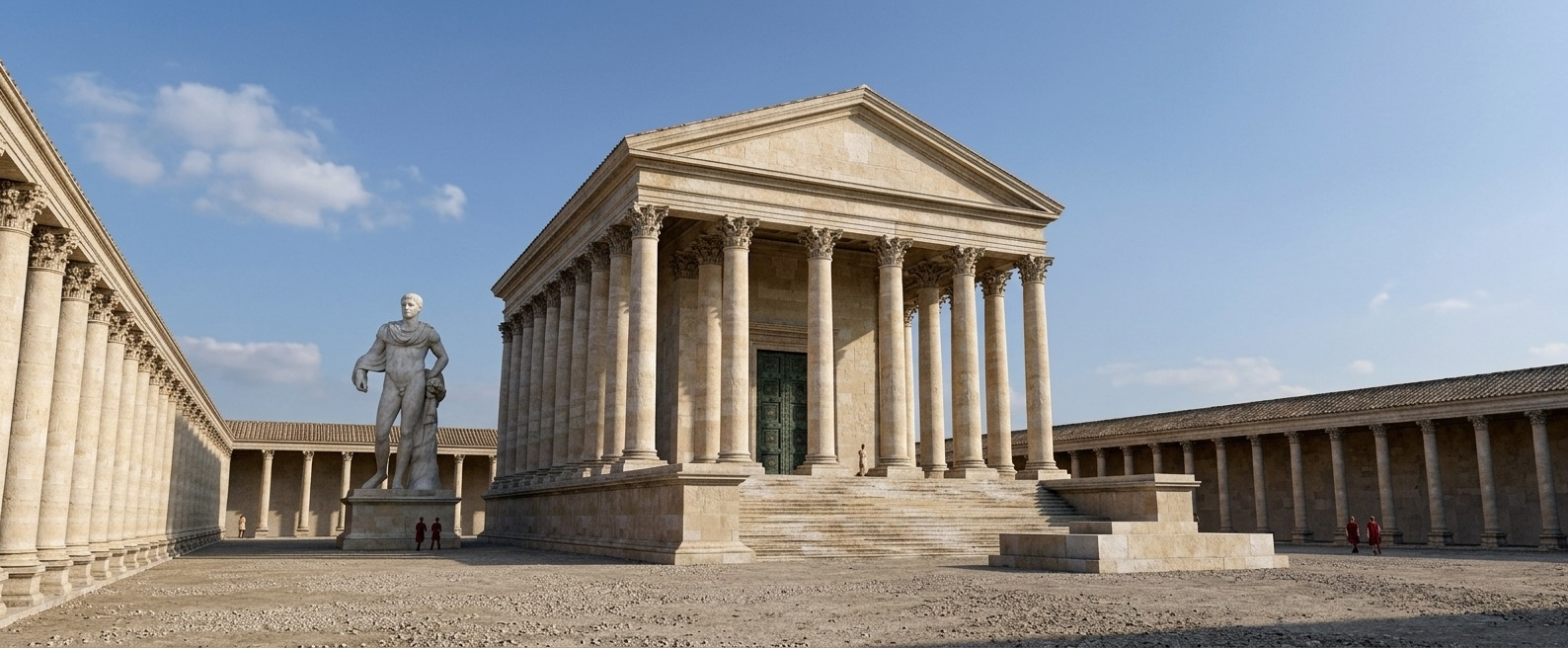
Temple dit d'Hercule

En 324 apr. J.-C., le christianisme devient la religion de l'Empire et Philadelphia le siège d'un évêché pendant le début de l'ère byzantine. Une des églises de cette période existe toujours dans la citadelle.
Philadelphia est renommée Amman sous les rois ghassanides, vassaux des Byzantins. Après la conquête musulmane du Levant, elle fleurit sous les Umayyades (capitale : Damas) et les Abbassides (capitale : Bagdad).
Amman est détruite par plusieurs tremblements de terre et catastrophes naturelles, et reste un petit village et un tas de ruines, dans le pachalik de Damas (1517-1864) puis le vilayet de Syrie (1865-1918), dont le centre administratif local est As-Salt (Saltus).
En 1887 arrivent les Circassiens , majoritairement musulmans, qui ont quitté le Caucase à cause de son annexion par les Russes pendant les règnes des tsars Nicolas Ier et Alexandre II (guerre russo-circassienne 1763-1864, nettoyage ethnique des Circassiens) et ont trouvé refuge dans l’Empire ottoman. Une partie d’entre eux s’installe en Jordanie.
Amman est prise par les Britanniques en septembre 1918 lors de la bataille d'Amman ; elle remplace Salt comme siège administratif. En 1921, Abdallah Ier la choisit comme capitale de son État nouvellement créé, l'émirat de Transjordanie, devenu plus tard le royaume hachémite de Jordanie. Amman reste une petite ville jusqu'en 1948, quand la population augmente considérablement à cause de l'afflux de réfugiés palestiniens venant de ce qui est aujourd'hui Israël. Amman se développa rapidement à partir de 1952 sous le règne de deux rois hachémites, Hussein et Abdallah II.
La population de la ville continue d'augmenter à un rythme irrégulier, au fil des différentes immigrations de populations fuyant les guerres ou les territoires occupés (Palestiniens, Syriens, Irakiens, Koweïtiens).

### Climat
Amman a un climat semi-aride avec des hivers doux et pluvieux. Amman est classé Csa selon la classification de Köppen et sa température moyenne annuelle est de 17,5 °C.
Les précipitations moyennes annuelles sont de 271 mm et il ne pleut pas de juin à septembre. Janvier est le mois où il pleut le plus avec 62 mm.
| Mois                                        | jan.     | fév.    | mars     | avril   | mai     | juin    | jui.    | août    | sep.    | oct.    | nov.     | déc.    | année    |
| ------------------------------------------- | -------- | ------- | -------- | ------- | ------- | ------- | ------- | ------- | ------- | ------- | -------- | ------- | -------- |
| Température minimale moyenne (°C)           | 3,1      | 4       | 5,9      | 9,2     | 12,9    | 16,5    | 18,3    | 18,3    | 16,2    | 13,2    | 8,5      | 4,7     | 10,89    |
| Température moyenne (°C)                    | 8        | 9       | 12       | 16      | 21      | 24      | 26      | 26      | 24      | 20      | 14       | 10      | 17,5     |
| Température maximale moyenne (°C)           | 12,2     | 14      | 17,3     | 22,5    | 27      | 30,7    | 31,9    | 32,1    | 30,6    | 26,6    | 20       | 14,1    | 23,25    |
| Record de froid (°C) date du record         | −4 2008  | −5 1992 | −4 1976  | −3 1997 | 1 1993  | 7 1973  | 11 2012 | 10 1989 | 10 1992 | 0 1990  | −1 1992  | −6 2013 | −6 2013  |
| Record de chaleur (°C) date du record       | 23 2000  | 27 2004 | 32 2008  | 38 1989 | 38 1995 | 40 2012 | 43 2000 | 43 2010 | 40 2006 | 38 2002 | 31 1974  | 27 2005 | 43 2000  |
| Ensoleillement (h)                          | 217      | 201     | 248      | 300     | 341     | 390     | 403     | 403     | 330     | 310     | 240      | 186     | 3 569    |
| Record de vent (km/h) date du record        | 48 1994  | 42 1990 | 49 1993  | 40 1995 | 49 2004 | 40 1995 | 50 1994 | 37 1990 | 43 2007 | 42 1989 | 48 1994  | 42 2002 | 50 1994  |
| Précipitations (mm)                         | 62       | 54      | 51       | 17      | 3       | 0       | 0       | 0       | 0       | 8       | 25       | 51      | 271      |
| dont neige (cm)                             | 2,06     | 0,24    | 0,61     | 0       | 0       | 0       | 0       | 0       | 0       | 8,37    | 0        | 0,36    |          |
| Record de pluie en 24 h (mm) date du record | 103 1994 | 70 2003 | 101 1997 | 70 2002 | 71 2005 | 52 2010 | 39 2000 | 50 2007 | 50 2008 | 50 2007 | 147 1994 | 52 1999 | 147 1994 |
| Nombre de jours avec précipitations         | 8        | 8       | 6        | 3       | 2       | 0       | 0       | 0       | 0       | 2       | 4        | 7       |          |
| Humidité relative (%)                       | 70       | 65      | 57       | 45      | 38      | 38      | 39      | 44      | 47      | 48      | 56       | 67      |          |

| Diagramme climatique                                  |       |           |           |         |           |           |           |           |           |         |           |
| J                                                     | F     | M         | A         | M       | J         | J         | A         | S         | O         | N       | D         |
| 12,23,162                                             | 14454 | 17,35,951 | 22,59,217 | 2712,93 | 30,716,50 | 31,918,30 | 32,118,30 | 30,616,20 | 26,613,28 | 208,525 | 14,14,751 |
| Moyennes : • Temp. maxi et mini °C • Précipitation mm |       |           |           |         |           |           |           |           |           |         |           |

| Mois                        | Janv  | Fév   | Mars  | Avr   | Mai   | Juin  | Juil  | Août  | Sept  | Oct   | Nov   | Déc   |
| --------------------------- | ----- | ----- | ----- | ----- | ----- | ----- | ----- | ----- | ----- | ----- | ----- | ----- |
| Heure moyenne de l'aube     | 05:36 | 05:17 | 04:45 | 05:06 | 04:38 | 04:29 | 04:40 | 05:00 | 05:20 | 05:39 | 05:04 | 05:29 |
| Heure moyenne du crépuscule | 15:54 | 16:22 | 16:44 | 18:05 | 18:26 | 18:43 | 18:43 | 18:20 | 17:42 | 17:03 | 15:36 | 15:33 |

## Culture
Depuis 2010, Amman présente son propre Festival de l’Image à l'initiative de l’Institut Français de Jordanie (IFJ), en partenariat avec la Municipalité du Grand Amman, la galerie Darat Al Tasweer. En 2013, les Rencontres d’Arles se joignent aux partenaires.

## Médias
Amman constitue un pôle journalistique important pour les reporters cherchant à couvrir les événements régionaux. De nombreux journaux et chaînes télévisées jordaniennes y sont situées, en particulier la Société radiodiffusion-télévision jordanienne.
La ville est également un point d'entrée majeur pour les journalistes arrivant au Moyen-Orient dans le but de diffuser des informations concernant l'Irak ou les Territoires palestiniens par exemple.

## Transport
Amman possède deux aéroports :
- l'Aéroport international Reine-Alia (code IATA : AMM • code OACI : OJAI) ;
- l'Aéroport civil d'Amman (code IATA : ADJ • code OACI : OJAM) à vocation régionale.

## Tourisme

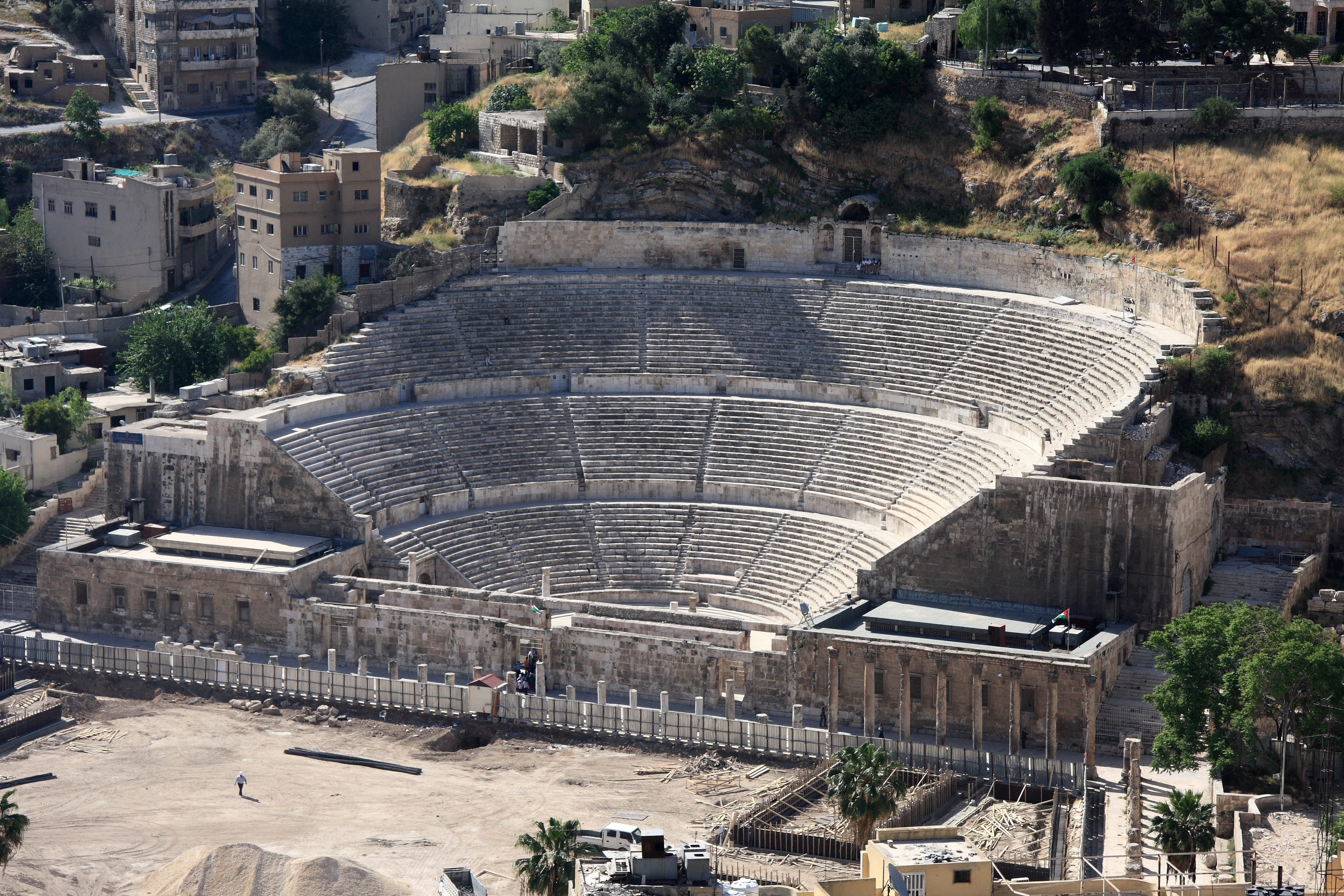
Le Théâtre antique d'Amman

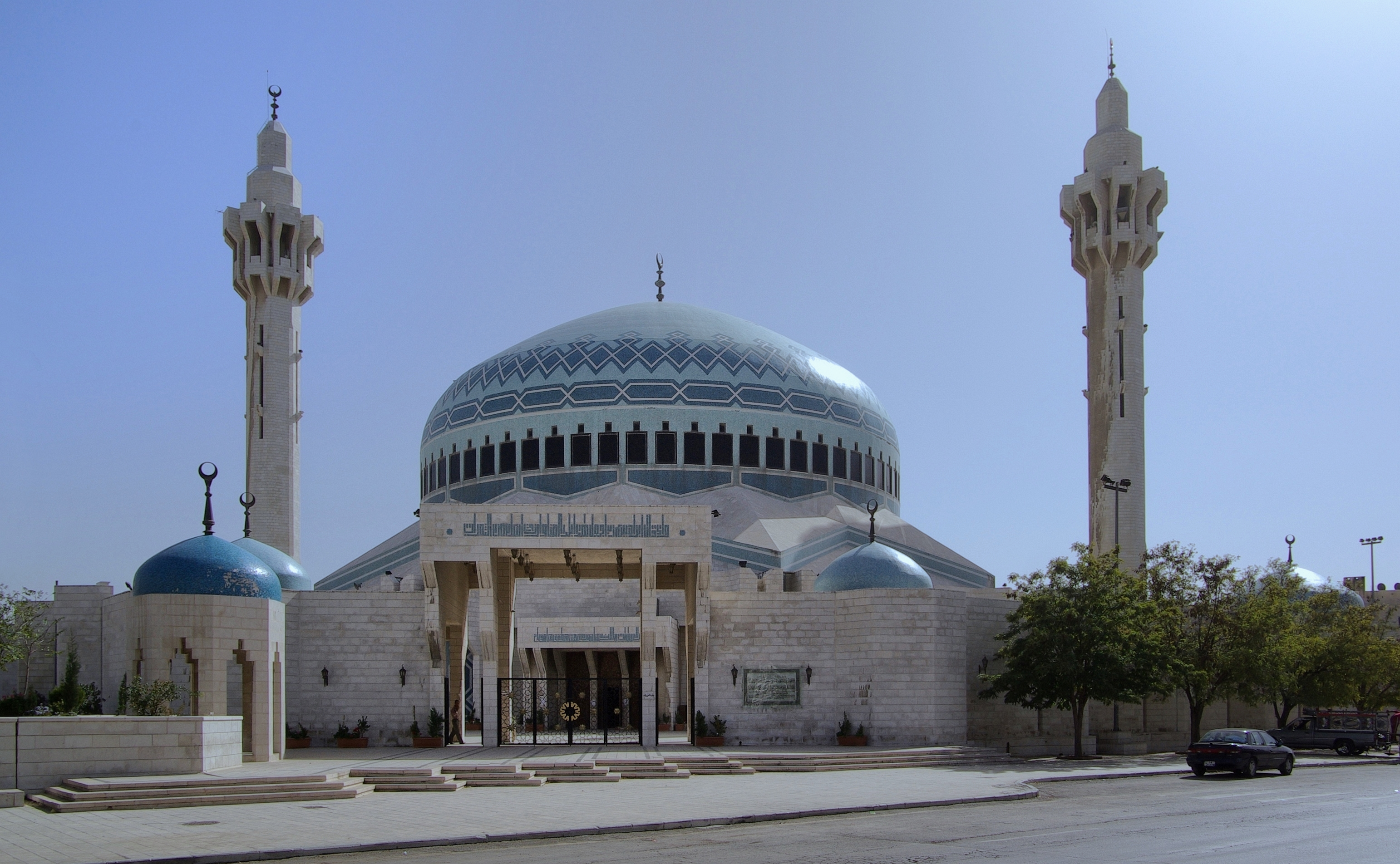
Mosquée du roi Abdallah Ier

Le tourisme à Amman se concentre sur les quartiers anciens du centre-ville, qui se trouvent autour du vieux souk (un marché très animé) et de la mosquée du roi Hussein, la plus ancienne de la ville.
Les constructions sur la colline de la citadelle d'Amman, connue sous le nom Jabal al-Qal'a, datent des époques romaine et byzantine, avec des ajouts ultérieurs des débuts de l'ère de l'Islam. Des fouilles dans les zones nord et est de la citadelle ont mis au jour des restes pouvant remonter à l'âge de bronze. La citadelle abrite aussi le temple d'Hercule qui aurait été construit sous le règne de l'empereur romain Marc-Aurèle.
Derrière l'emplacement de l'ancien forum se trouve le théâtre romain, le plus grand de Jordanie, avec 6 000 places. Il aurait été construit entre 138 et 161 apr. J.-C. par l'empereur Antonin le Pieux ; il s'adosse au flanc d'une colline et est toujours utilisé pour des spectacles.
En 1161, la forteresse a été occupée par les croisés qui lui donnaient le nom d'Ahamant. Elle devient le domaine des Templiers pour quelques années après 1166.
Amman possède aussi de nombreuses mosquées. Parmi les plus récentes, l'énorme mosquée du roi Abdallah Ier, construite entre 1982 et 1989. Elle est coiffée d'un dôme en mosaïque bleue, sous lequel 3 000 fidèles peuvent se recueillir.

### Sites touristiques des environs
- Le site du baptême (Al-Maghtas en arabe) au bord du Jourdain où Jésus a été baptisé par Jean Baptiste.
- Le Mont Nebo, où Moïse serait mort après avoir entrevu la terre promise.
- Les rivages de la Mer Morte.
- Gherasa (Jerash), l'une des anciennes cités romaines les mieux préservées.
- Petra, à mi-chemin de la route menant à la station balnéaire d'Aqaba, est l'un des lieux historiques les plus célèbres pour leur beauté.

## Urbanisme
Amman comprend quelques gratte-ciel dont le plus haut est l'Amman Rotana qui atteint 188 m de hauteur.

## Galerie de photos

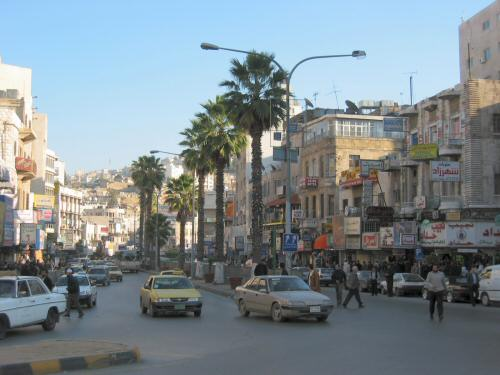
Centre d'Amman en 2002 (Downtown, ou ville basse)
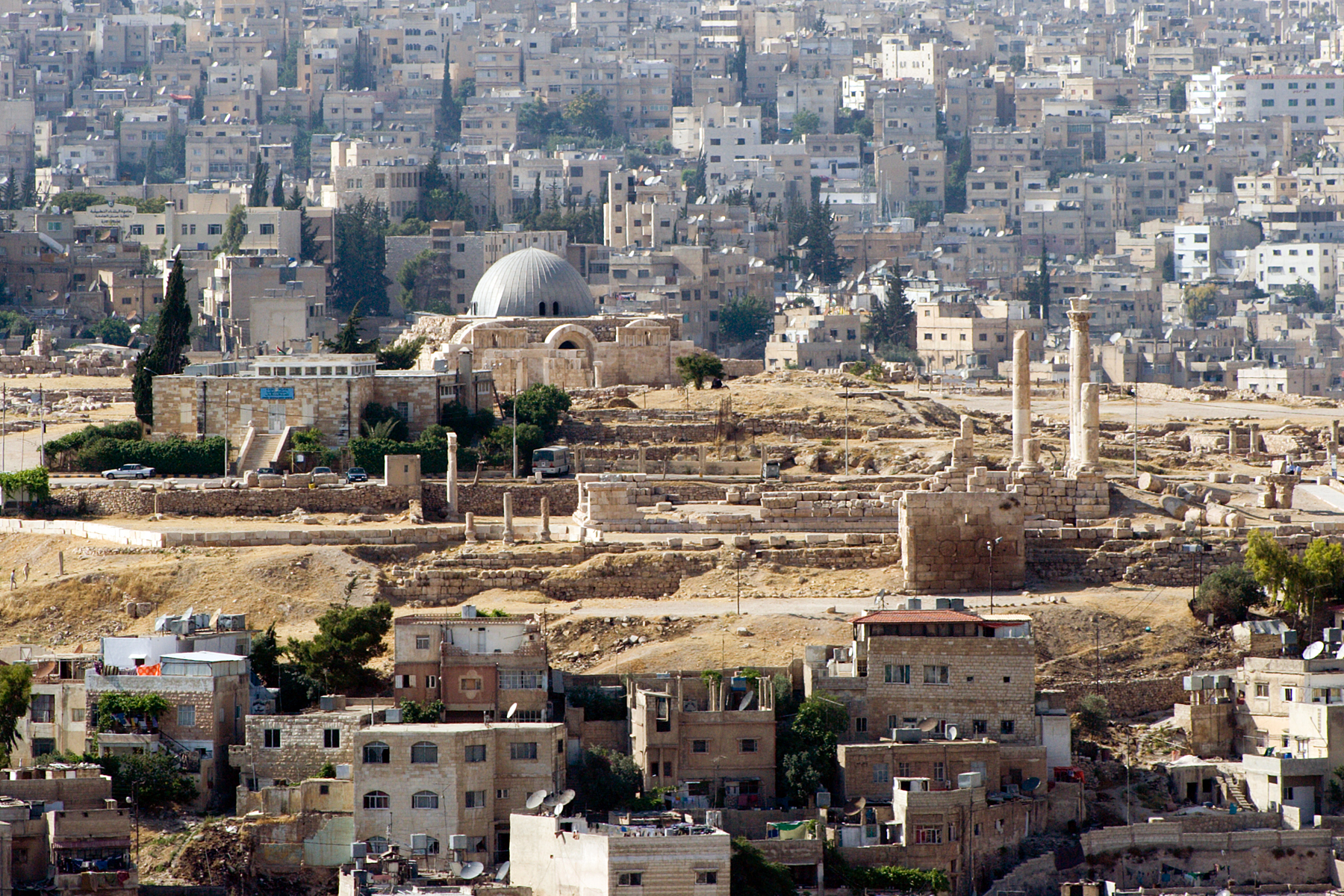
Citadelle d'Amman
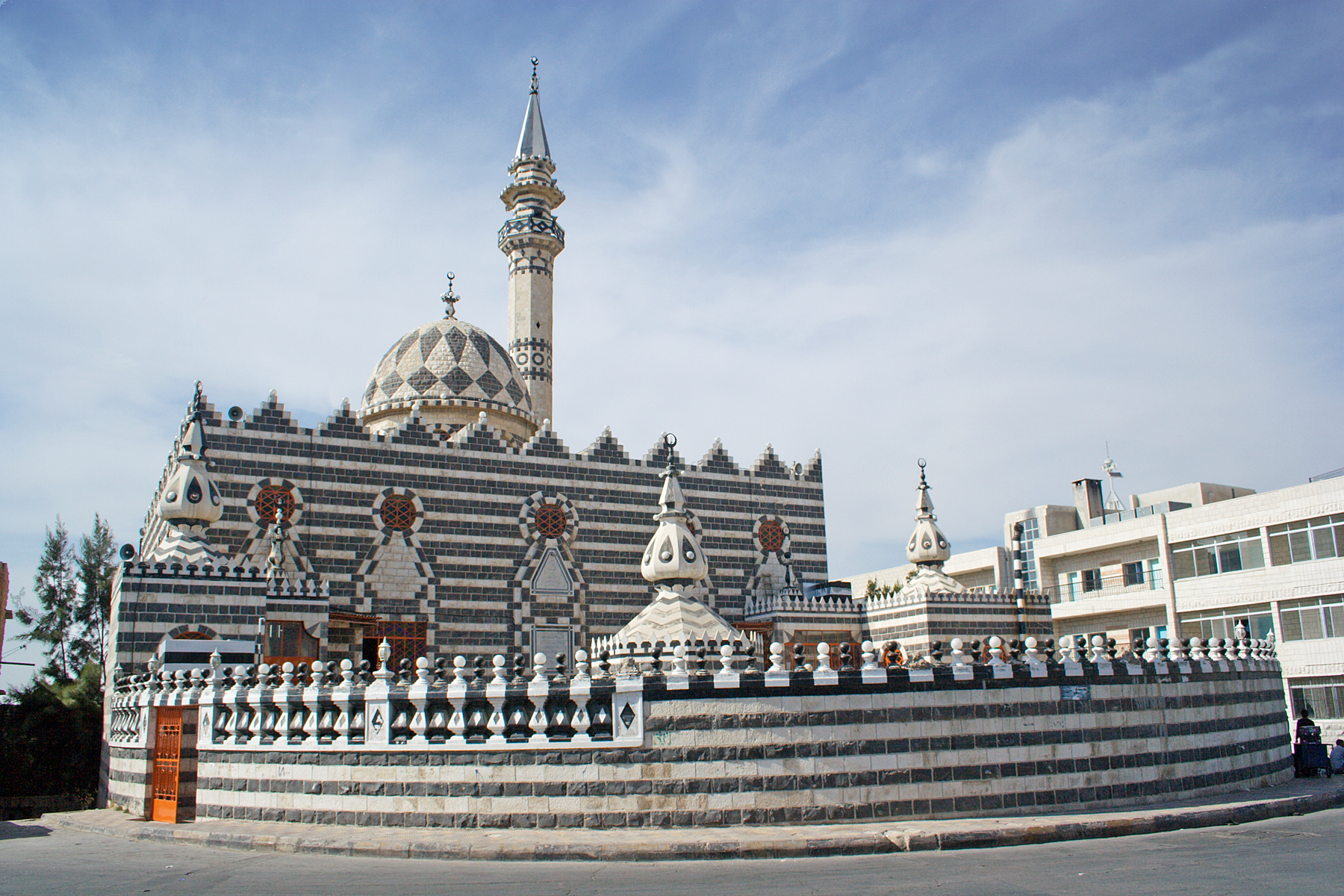
Mosquée Abu Darweesh
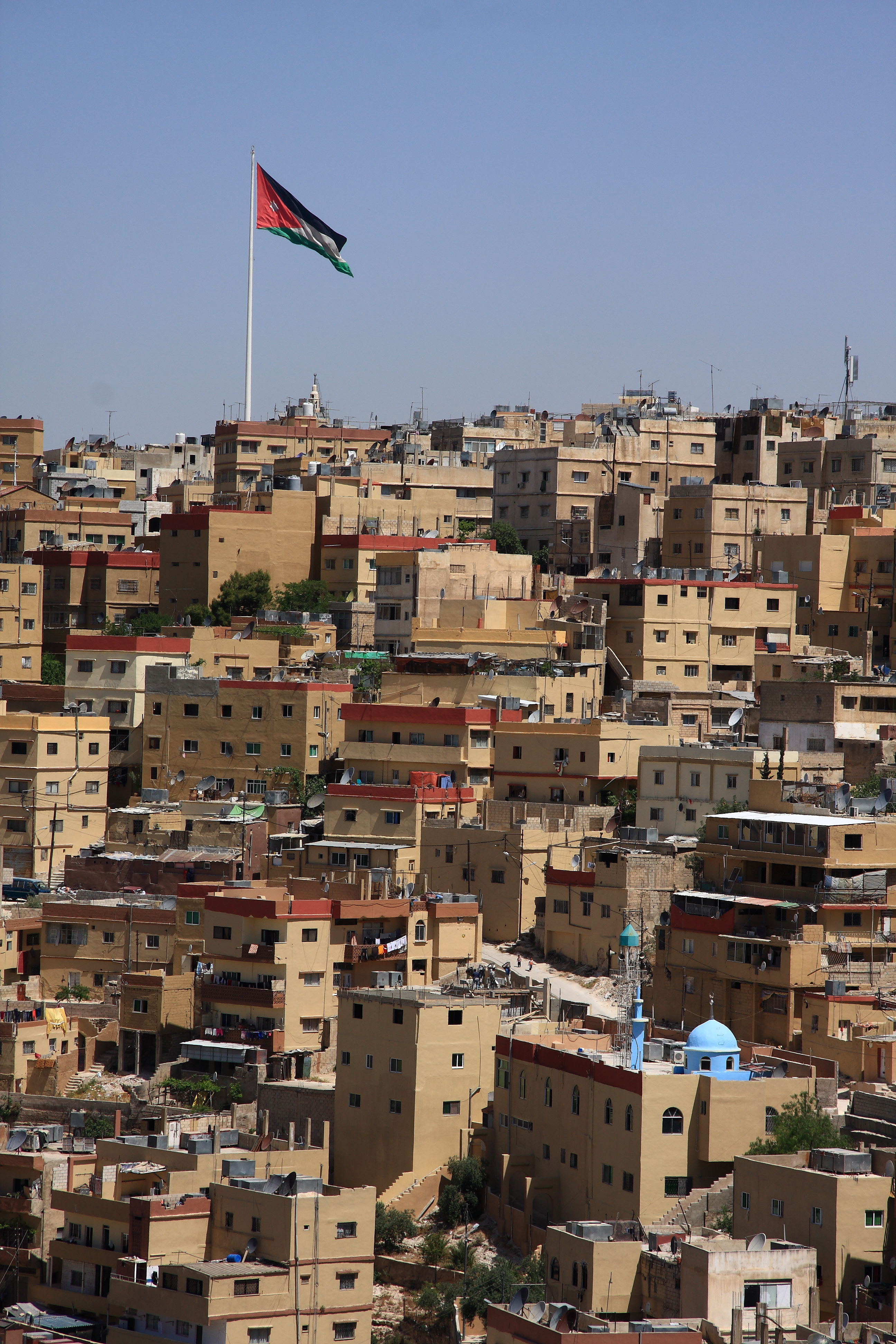
L'habitat en flanc de collines
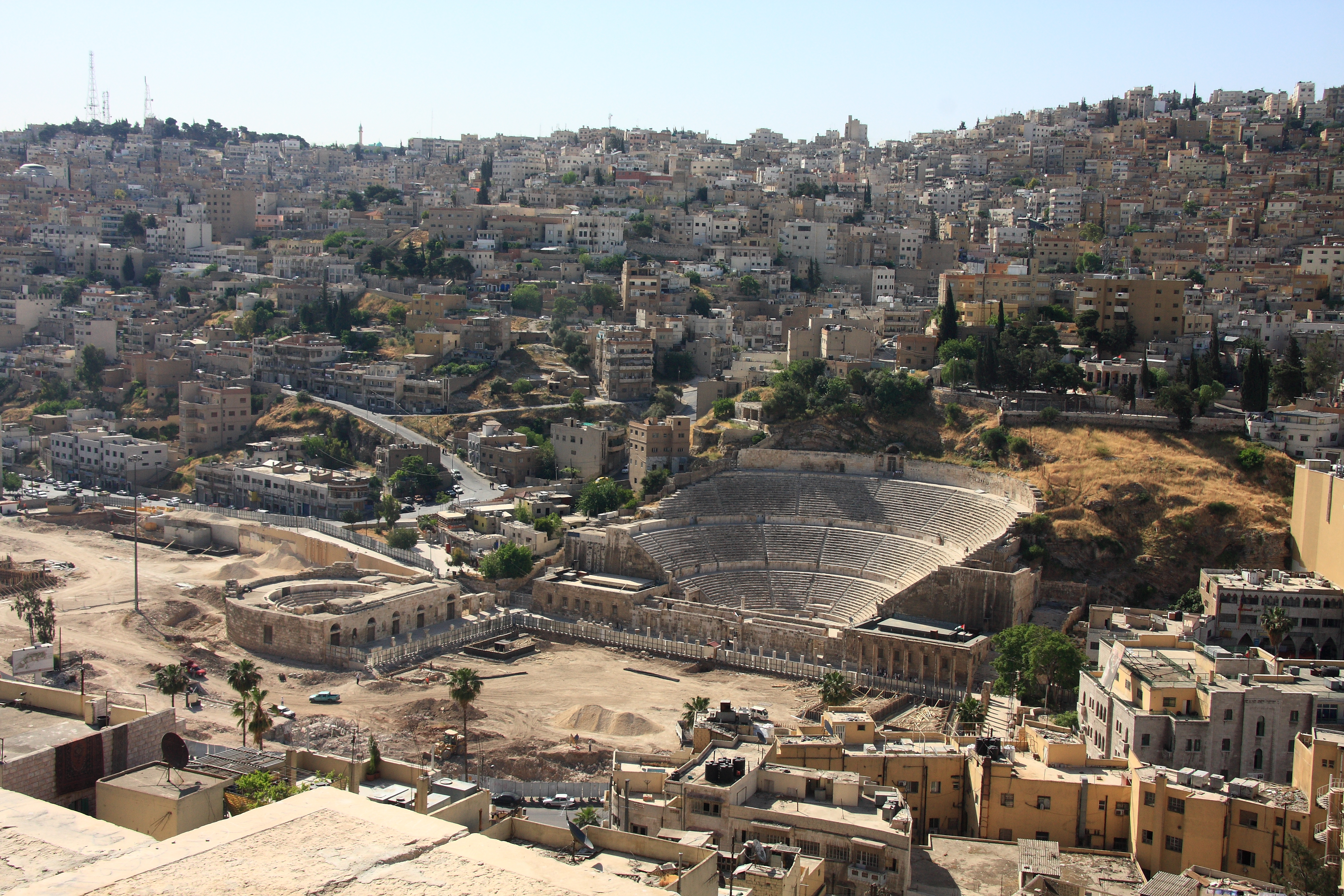
Le théâtre Romain et l'Odéon au centre de Amman
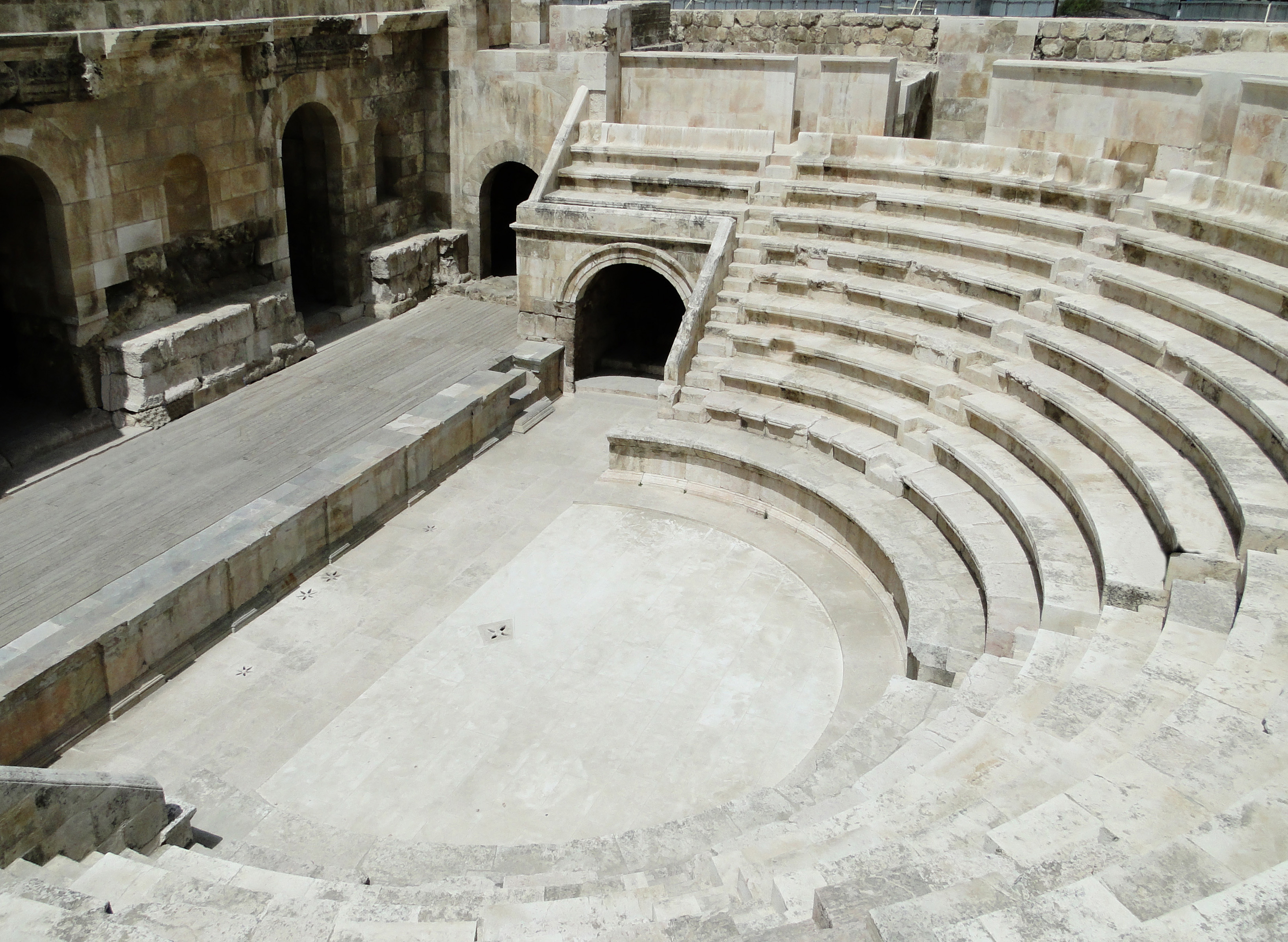
L'Odéon d'Amman
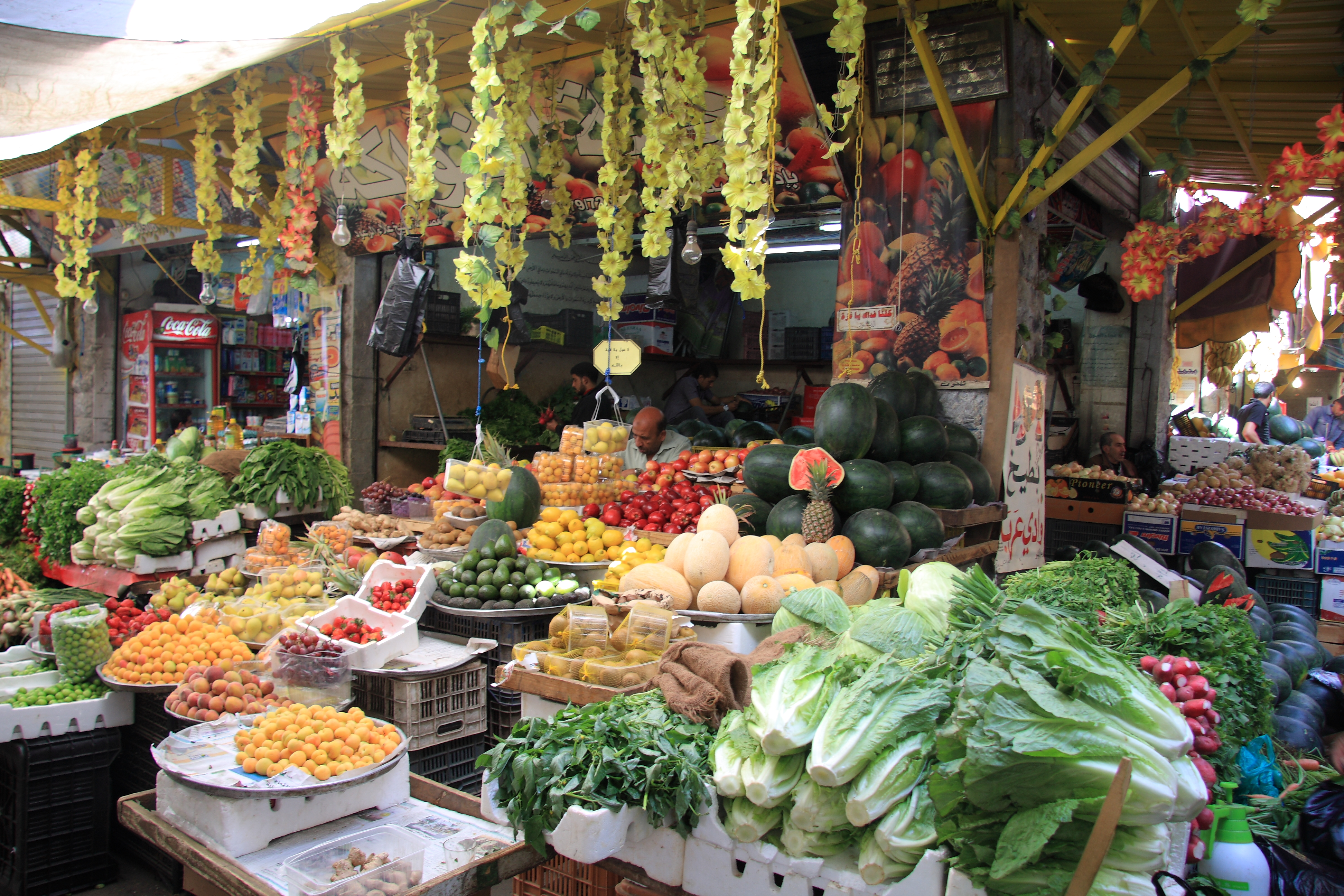
Le quartier commercial
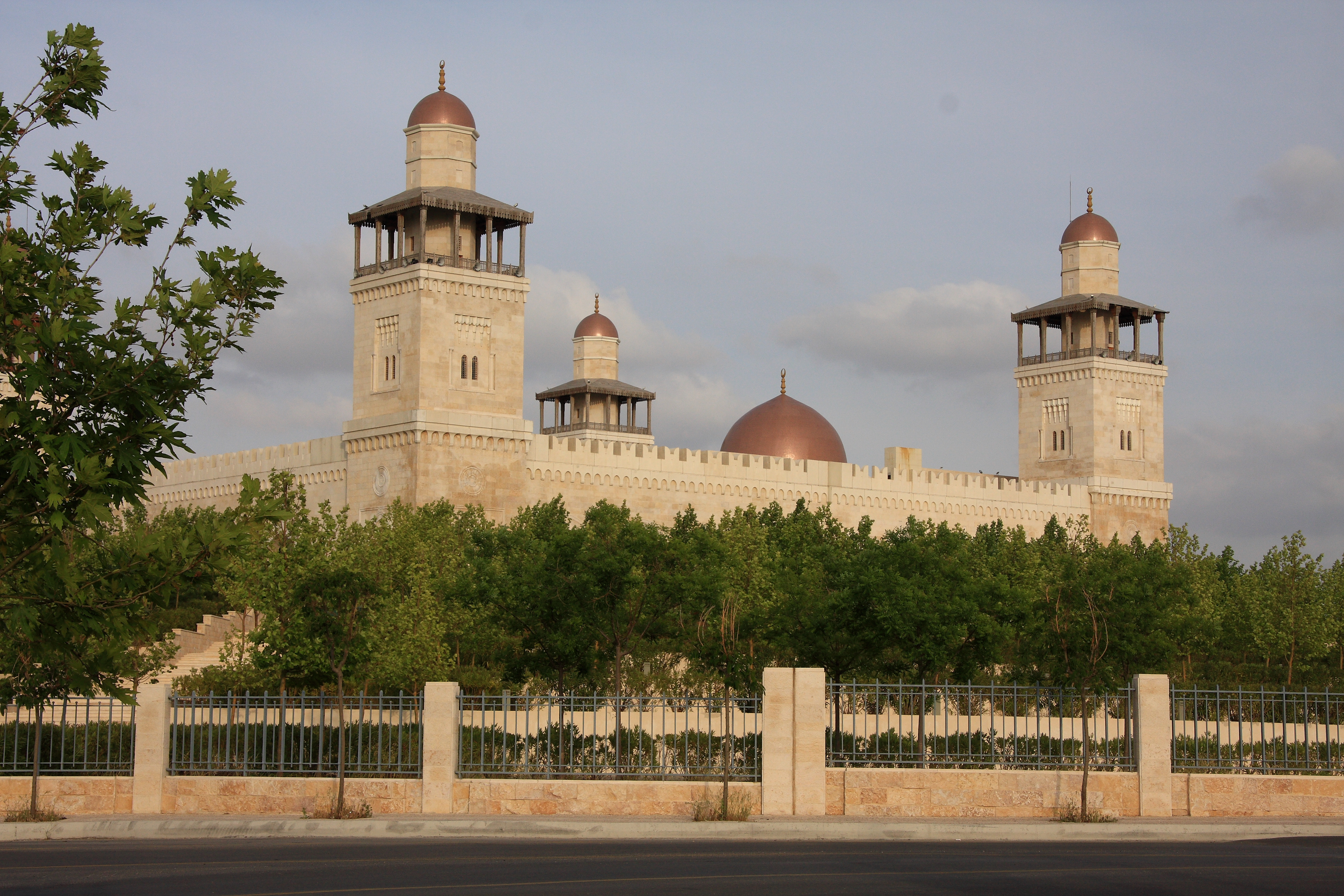
La mosquée du roi Hussein
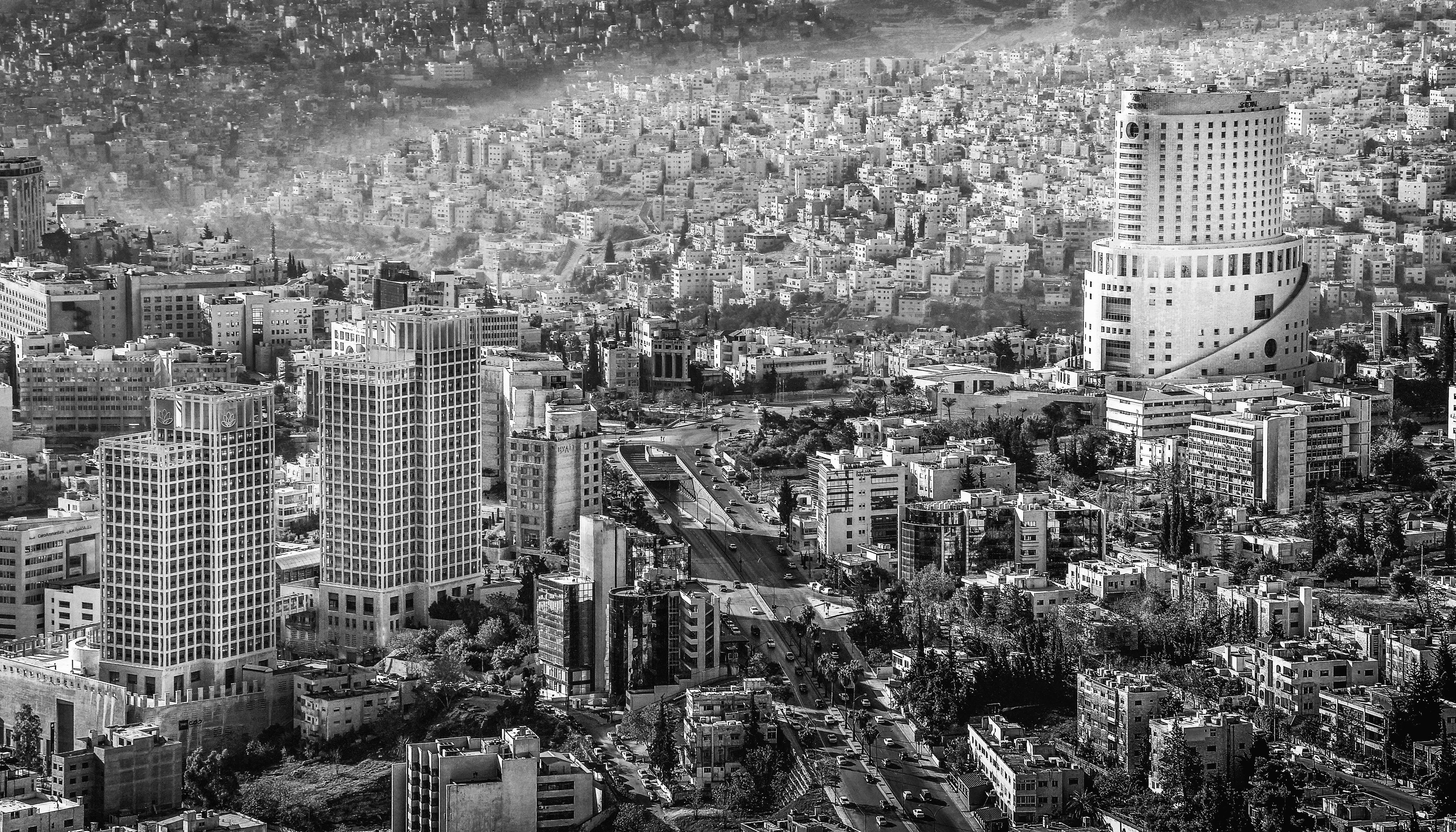
Urbanisme d'Amman. Avril 2014.
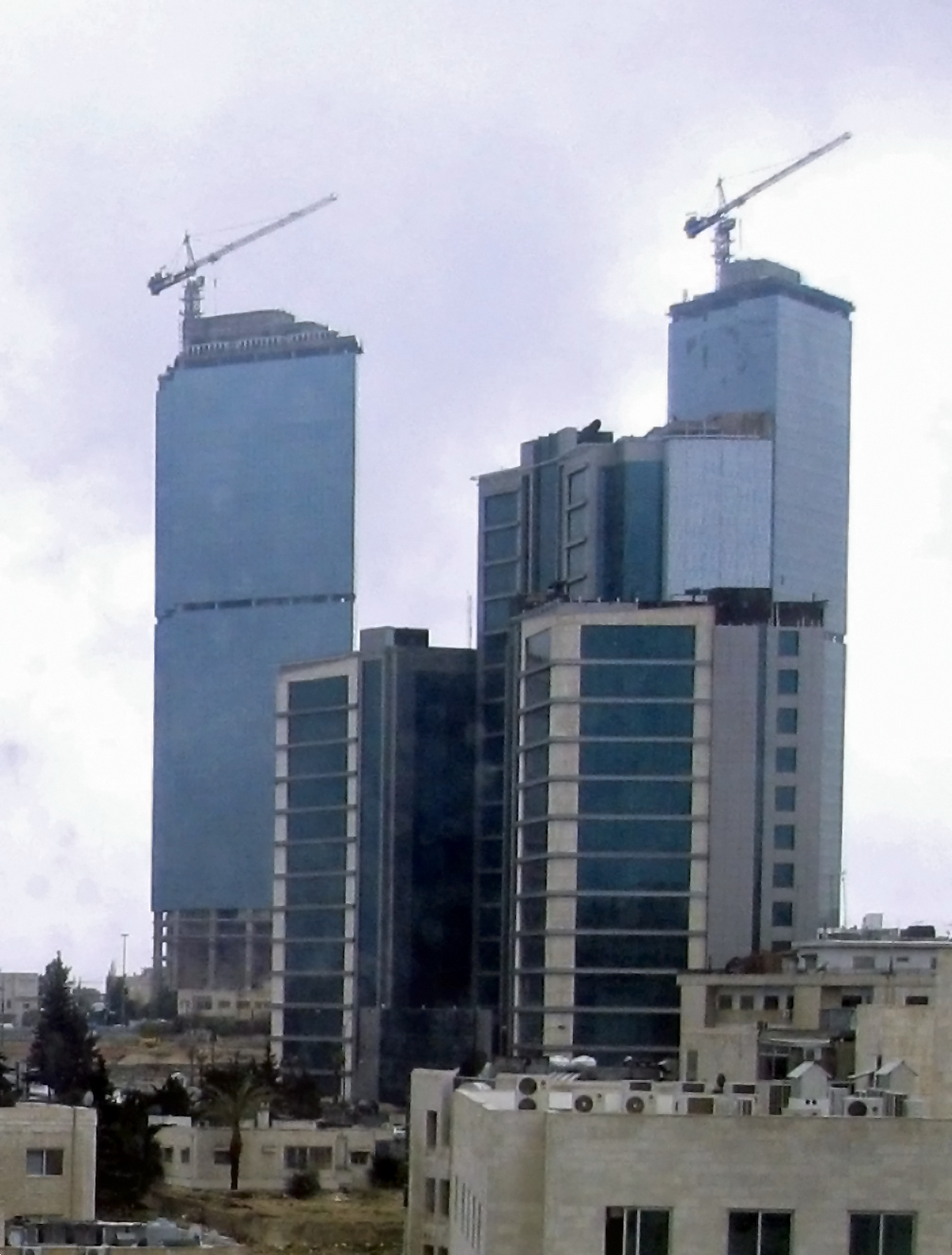
Les tours de Jordan Gate à Amman
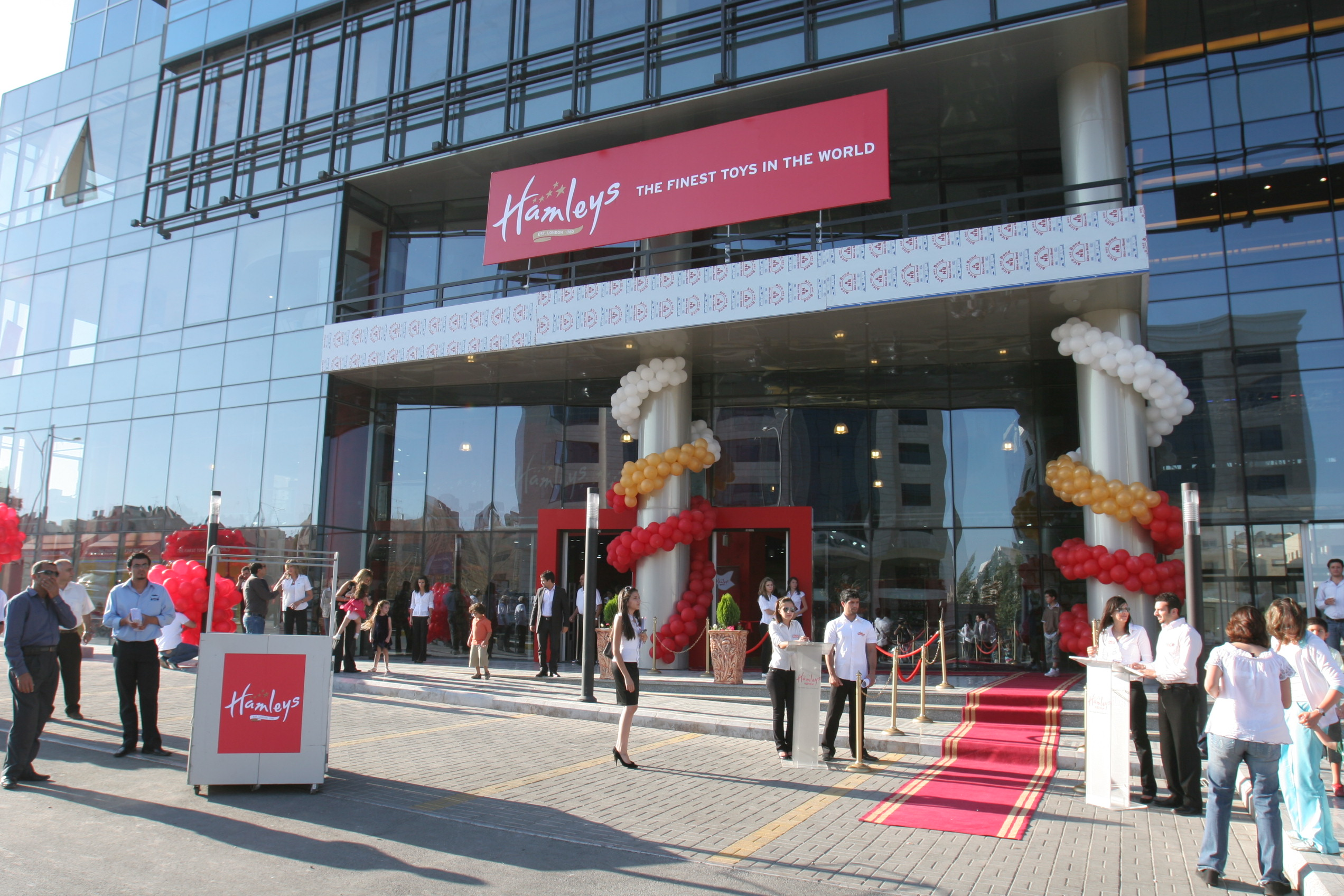
Rue de La Mecque
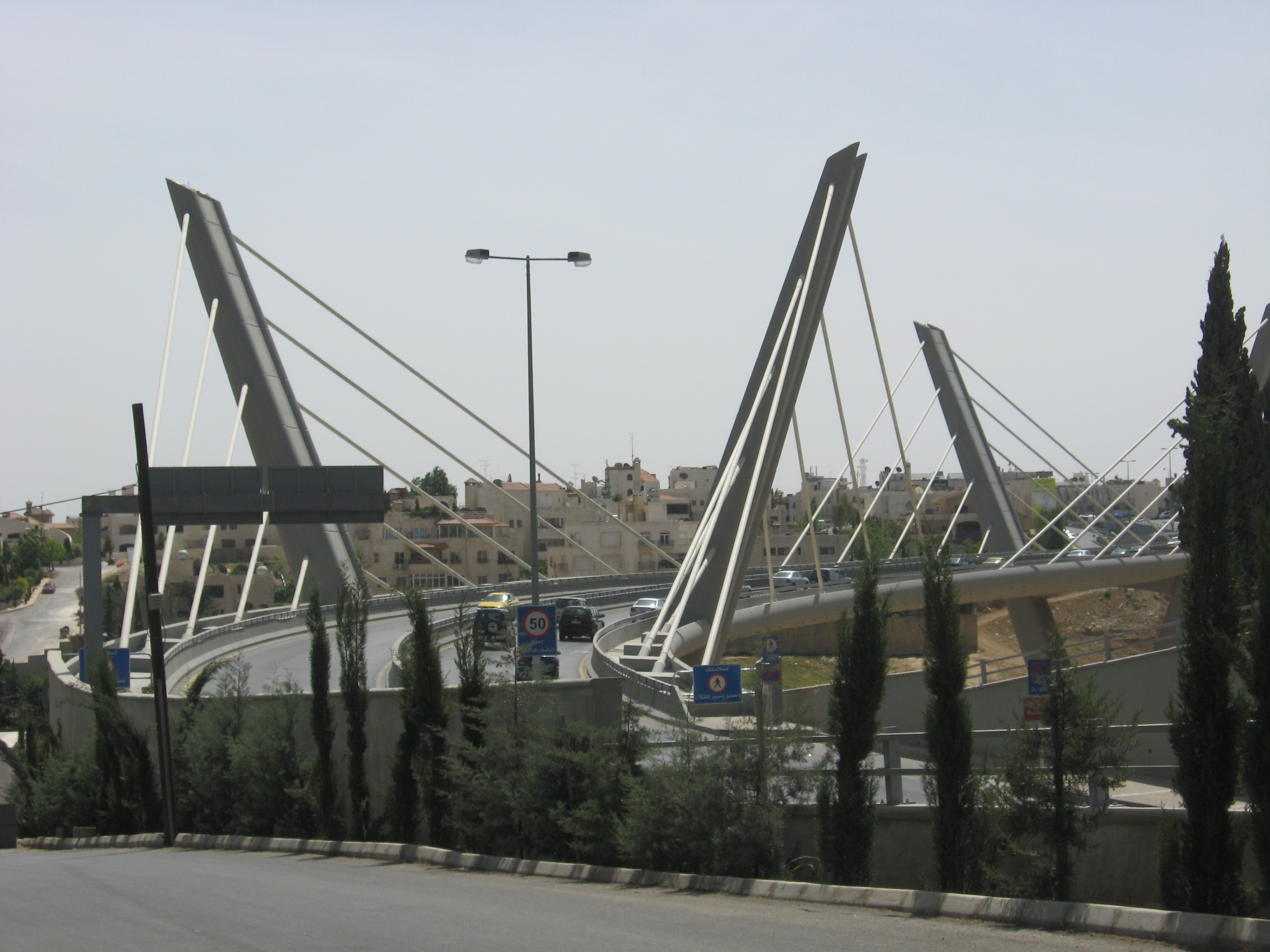
Le pont d'Abdoun

## Jumelages
Amman est jumelée avec les villes suivantes :
| Ville | Ville                  | Pays | Pays               | Période               |
| ----- | ---------------------- | ---- | ------------------ | --------------------- |
|       | Alger                  |      | Algérie            | depuis 1998           |
|       | Ankara                 |      | Turquie            | depuis 1992           |
|       | Astana                 |      | Kazakhstan         | depuis 1999           |
|       | Bagdad                 |      | Irak               | depuis 1989           |
|       | Bakou                  |      | Azerbaïdjan        | depuis 1989           |
|       | Beyrouth               |      | Liban              | depuis 2000           |
|       | Bichkek                |      | Kirghizistan       | depuis 2006           |
|       | Bucarest               |      | Roumanie           | depuis 1999           |
|       | Calabre                |      | Italie             | depuis 2003           |
|       | Chicago                |      | États-Unis         | depuis 2004           |
|       | Cincinnati             |      | États-Unis         |                       |
|       | Damas                  |      | Syrie              |                       |
|       | Djeddah                |      | Arabie saoudite    | depuis 1988           |
|       | Doha                   |      | Qatar              | depuis 1995           |
|       | Erevan                 |      | Arménie            | depuis 2015           |
|       | Genève                 |      | Suisse             | depuis 2005           |
|       | Gouvernorat central    |      | Bahreïn            | 2006 - septembre 2014 |
|       | Islamabad              |      | Pakistan           | depuis 1989           |
|       | Istanbul               |      | Turquie            | depuis 1997           |
|       | Khartoum               |      | Soudan             | depuis 1993           |
|       | Le Caire               |      | Égypte             | depuis 1988           |
|       | Mascate                |      | Oman               | depuis 1986           |
|       | Miami                  |      | États-Unis         | depuis 1995           |
|       | Milan                  |      | Italie             | depuis 2005           |
|       | Montréal               |      | Canada             |                       |
|       | Moscou                 |      | Russie             | depuis 2005           |
|       | Mostar                 |      | Bosnie-Herzégovine |                       |
|       | municipalité de Paphos |      | Chypre             |                       |
|       | Naltchik               |      | Russie             | depuis 1994           |
|       | Nouakchott             |      | Mauritanie         | depuis 1999           |
|       | Pretoria               |      | Afrique du Sud     | depuis 2002           |
|       | Pékin                  |      | Chine              | depuis 1990           |
|       | Rabat                  |      | Maroc              | depuis 1986           |
|       | Ramallah               |      | Palestine          | depuis 2011           |
|       | San Francisco,         |      | États-Unis         | depuis 2010           |
|       | Sanaa                  |      | Yémen              | depuis 1989           |
|       | Sarajevo               |      | Bosnie-Herzégovine | depuis 2005           |
|       | Sofia                  |      | Bulgarie           | depuis 2000           |
|       | Sylhet                 |      | Bangladesh         |                       |
|       | São Paulo              |      | Brésil             | depuis 1997           |
|       | Tegucigalpa            |      | Honduras           | depuis 2002           |
|       | Tokyo                  |      | Japon              |                       |
|       | Tunis                  |      | Tunisie            | depuis 1999           |

## Personnalités liées à la ville
- Pierre Jarawan (1985-), écrivain allemand, y est né.